# Río Kasari
El Kasari es un río de Estonia occidental que desemboca en la bahía de Matsalu que es parte de Väinameri.